# Тетраарсенид тринептуния
Тетраарсенид тринептуния — бинарное неорганическое соединение
нептуния и мышьяка
с формулой Np3As4,
кристаллы.

## Получение
- Нагревание стехиометрических количеств чистых веществ:

{\displaystyle {\mathsf {3Np+4As\ {\xrightarrow {T,I_{2}}}\ Np_{3}As_{4}}}}

## Физические свойства
Тетраарсенид тринептуния образует кристаллы
кубической сингонии,
пространственная группа I 43d,
параметры ячейки a = 0,85157 нм.